# Ramon Félix Cuéllar y Altarriba
Ramon Félix Cuéllar y Altarriba (Saragossa, 20 de setembre de 1777 - Santiago de Compostel·la, 7 de gener de 1833) fou un compositor de música espanyol i mestre de capella de la catedral de Saragossa, -la Seu- i d'Oviedo.
Sacerdot i notable compositor. Estudià música en el Col·legi d’Infantes o Seises de la seu de Saragossa sota la direcció del famós mestre Francisco Javier Garcia, al qual a Itàlia li'n deien Spagnoleto; als disset anys feu oposicions a la plaça de mestre de capella de la catedral de Terol, en las que va obtenir el segon lloc. Començà per aquella època els estudis en el seminari amb el propòsit de seguir la carrera eclesiàstica, encara que això no el va fer abandonar la música. Després d'ordenar-se (1814), guanyà per oposició la plaça de mestre de capella de la metropolitana de la seva ciutat natal, assolint en breu temps tanta fama com a compositor que Ferran VII el cridà a Madrid, on s'executaren les seves obres en un dels salons del palau, sent objecte de grans elogis, pel qual el sobirà (31 d'octubre de 1815) el nomenà music honorari de la Reial Cambra.
Home honrat, i de grans virtuts, simpatitzava amb les idees liberals, raó per la qual, en no trobar-se bé a la cort, retornà poc temps després a Saragossa i sentint-se delicat de salut, volgué proporcionar-se un descans deixant la plaça i ocupant el seu lloc Ramón Palacio. Va fer noves oposicions a la plaça de mestre de capella de la catedral d'Oviedo, que guanyà (1815), i que malgrat tot en fou desposseït d'ella en establir-se l'absolutisme el 1823, el qual va admetre el 1829, per proporcionar-se la manutenció necessària a la vida, la plaça de primer organista de la metropolitana de Santiago de Compostel·la, morint quatre anys després.
Les seves obres, notabilíssimes en tots conceptes, entre les quals ressalten una Nona, dues grans Misses de les quals, especialment la de Rèquiem és d'un mèrit molt superior, uns Vespres brillantíssimes, revelen una anticipació de mig segle a la seva època, i causaren una vertadera revolució en la música religiosa espanyola. Inspirades en les produccions de Paisiello durant molt de temps la frescor i fortalesa del geni i es distingiren per la seductora senzillesa del millor gènere i foren valorades per un delicat sentiment artístic. És indubtable que si la seva vida s'hagués desenvolupat més avançat el segle xix, avui figuraria entre els grans compositors dramàtics del segle xix, opinió sostinguda per Gómez Eriel el qual no vacil·la a afirmar que tenia les condicions per figurar entre els principals mestres que donaren brillantor a l'escena lírica. Durant molts anys se'l considerà l'autor de l'Himne de Riego.